# Едвард Платт
Едвард Катберт Платт (англ. Edward Cuthbert Platt; 14 лютого 1916, Стейтен-Айленд — 19 березня 1974, Санта-Моніка) — американський актор, найвідоміший за роллю шефа центру CONTROL в серіалі «Напруж звивини» 1965-1970 років на каналах NBC і CBS. Зі своїм глибоким і сильним голосом за період своєї кар'єри відіграв різноманітних персонажів та образів.

## Ранні роки
Платт народився в Стейтен-Айленді, штат Нью-Йорк. Він навчався в Прінстонському університеті за спеціальністю романські мови, але пізніше перейшов у Джульярдській школу вивчати музику. Там він вивчився на оперного співака. До вступу США у Другу світову війну співав з оркестром Підлоги Уайтмена, які грали в таких мюзиклах, як «Пірати Пензенса» і «Мікадо». Під час служби в армії США був радистом. Відразу після закінчення війни продовжив працювати на радіо.

## Кар'єра
Він дебютував на Бродвеї в мюзиклі Річарда Роджерса і Оскара Хаммерстайна «Алегро». Зіграв у своєму першому фільмі завдяки допомозі з боку Хосе Феррера, який склав йому компанію у фільмі «Шрайк». Феррер і Платт зіграли кілька частин у фільмі в 1955 році. Також у 1955 році він з'явився у фільмі «Бунтар без причини» разом з Джеймсом Діном, Наталі Вуд і Селом Мінея. Платт повернувся на Бродвей в 1958 році з мюзиклом «Про капітан!», де зіграв романтичну роль. 1959 року він грав разом з Кері Грантом адвоката у фільмі Альфреда Хічкока «На північ через північний захід». 1959 року Платт знімався у фільмі The Rebel Set, який показали по телебаченню як «Таємничий театр 3000 року». 1961 року Платт зіграв роль первосвященника Азора в пригодницько-фантастичному фільмі «Атлантида, загиблий континент». 1962 року Едвард Платт зіграв роль судді у фільмі «Мис страху» з Грегорі Пеком.
Платт також грав епізодичні ролі в серіалах «Перрі Мейсон», «Бонанца», «За межею можливого» і «Сутінкова зона».
Найвідоміша роль Платта прийшла до нього в 1960-ті роки, коли він погодився на роль Шефа в шпигунському комедійному телесеріалі «Напруж звивини». Після закінчення серіалу він грав різні епізодичні ролі.

## Смерть
Едвард Платт, як вважають, помер від серцевого нападу в 1974 році у віці 58 років. У серпні 2007 року фан-сайт серіалу «Напруж звивини» опублікував інтерв'ю з чоловіком, який стверджував, що він — син Едвард Платта, Джефф, в якому він заявив, що його батько помер в результаті самогубства, викликаного депресією і фінансовими труднощами. Едвард Платт залишив чотирьох дітей від двох шлюбів і брата, які живуть в Санта-Барбарі, штат Каліфорнія. Його прах був розвіяний над морем.